# Небуненеф
Небуненеф (*XIV ст. до н. е. —бл. 1273 до н.е.) — давньоєгипетський політичний діяч XIX династії, верховний жрець Амона у Фівах напочатку володарювання Рамсеса II.

## Життєпис
Походив з фіванської знаті. Син Сематауя, першого пророка Хатхор. Послідовно обіймав посади у Фівах: голови писарів, начальника провидців, сановника для людей (відповідав за облаштування й чистоту Фіви), начальник секретів на небі та землі (очільника поліції Фів).
Потім в часи Аменхотепа IV розпочав кар'єру жерця. Спочатку стає божественним батьком Амона. Згодом піднесено до статусу аристократа. За останніх фараонів Вісімнадцятої династії зробив стрімку кар'єру: був начальником пророків усіх богів в Тінісі, начальника робіт і начальника всіх майстрів у Фівах, спостерігача за зерносховищами Верхнього Єгипту.
Успішно продовжив просування щаблями за Дев'ятнадцятої династії. Хоремхеб або Рамсес I призначив Небуненефа начальником золотої та срібної скарбниць. За часи Сеті I призначається послідовно на посади верховного жерця Хатхора в Дендері, а потім верховного жерця Онуріса в Тінісі. В результаті Небуненеф набув значної ваги. При цьому сприяв піднесенню свого роду та посилення фіванського жрецтва загалом. Також значно зросли статки та маєтності Небуненефа.
У 1289 році до н. е. Рамсес II призначив Небуненефа верховним жерцем Амона. При цьому зберіг посади голови золотої та срібної скарбниці, начальника усіх робіт та майстрів. На цій посаді перебував до бл. 1273 до н.е. Після нього новим верховним жерцем став Горі.
Високий статус Небуненефа сприяв тому, що йому дозволили спорудити власний поминальний храм. Його поховано у Фівах в гробниці TT 157.

## Родина
Дружина — Тахат, голова гарему Амона
Діти:
- Сематауй, верховний жрець Хатхор
- Хатхор